# Akwa United Football Club
L'Akwa United Football Club è una società calcistica nigeriana con sede nella città di Uyo. Milita nella Nigeria Premier League, la massima divisione del campionato nigeriano. La squadra gioca le partite casalinghe all'Akwa Ibom Stadium.

## Palmarès

### Competizioni nazionali
- Campionato nigeriano: 1

2020-2021
- Coppa di Nigeria: 2

2015, 2017

### Altri piazzamenti
- Campionato nigeriano:

Secondo posto: 2018